# José Moscardó
José Moscardó Ituarte (Madrid, 26 de octubre de 1878-Madrid, 12 de abril de 1956) fue un militar español. Como militar más caracterizado de los sublevados en Toledo durante el golpe de Estado de julio de 1936, alcanzó celebridad por su defensa del alcázar de Toledo frente al asedio de las fuerzas gubernamentales durante los primeros meses de la guerra civil española. Posteriormente, ostentó el mando del Cuerpo de Ejército de Aragón hasta el final de la contienda. Durante el régimen franquista ocupó puestos relevantes, siendo jefe de la casa militar del Jefe del Estado, Capitán General de dos importantes regiones militares, Delegado Nacional de Deportes y presidente del Comité Olímpico Español.
Ostentó el título nobiliario de i conde del Alcázar de Toledo.

## Biografía

### Formación y carrera militar
Nació en Madrid en 1878. José Moscardó inició sus estudios en la Academia de Infantería de Toledo en 1896, de la que salió al año siguiente como alférez por la necesidad de la época de cubrir las bajas de las guerras de Cuba y Filipinas. Pero no llegó a tiempo: el batallón expedicionario que debía llevarlo a Filipinas fue disuelto tras la derrota española. 
Con posterioridad tomó parte en las campañas de Marruecos, donde en 1913 alcanzó el empleo de comandante por méritos de guerra, por su valor en la campaña. En 1929, ya como coronel, fue nombrado director del Colegio de Huérfanos de Infantería María Cristina de Toledo. Sin embargo, en mayo de 1931, con la instauración de la Segunda República y como consecuencia de las reformas militares puestas en práctica por el nuevo ministro de la Guerra, Manuel Azaña, le fue anulado el ascenso y volvió al empleo de teniente coronel, ascendiendo definitivamente a coronel al año siguiente. Entre 1934 y 1935 fue Vocal de la Junta Nacional de Educación Física del Ministerio de Instrucción Pública y, durante toda la República, dirigió la Escuela de Gimnasia de la Academia de Infantería del Ejército en Toledo. La sublevación contra el Gobierno de julio de 1936 le sorprendió como director de dicha Escuela y Comandante Militar de Toledo. Además, iba a representar a España en los Juegos Olímpicos de Berlín de 1936 que se iban a celebrar en agosto en hípica.

### Guerra Civil

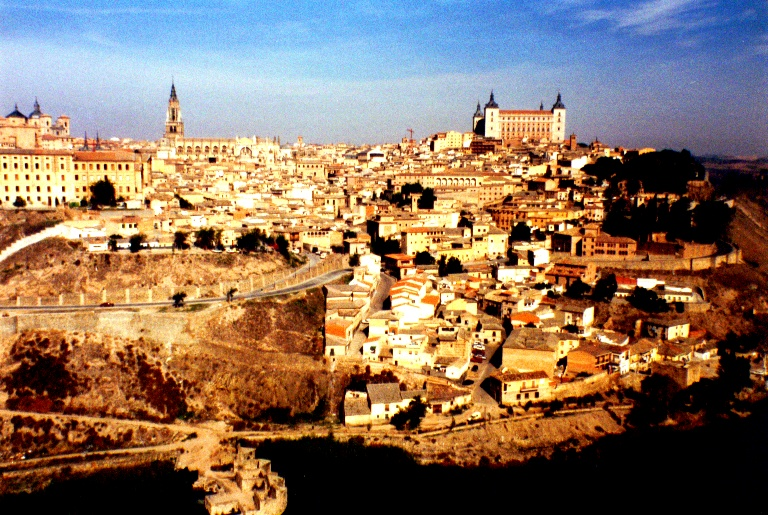
Ciudad de Toledo: en la parte superior derecha, dominando la ciudad, el Alcázar, fortaleza donde las fuerzas mandadas por Moscardó resistieron un asedio de 70 días.

Moscardó encabezó el golpe de Estado en Toledo y, tras la llegada desde Madrid de fuerzas gubernamentales superiores en número, se hizo fuerte en el Alcázar de Toledo el 22 de julio junto con los oficiales implicados en la sublevación, un corto número de cadetes de la Academia (estaban en periodo vacacional), la mayor parte de los guardias civiles de la provincia y algunos paisanos voluntarios militarizados, junto con sus familias  (más de 500 civiles) y algunas monjas. 
Durante el asedio, los asediantes amenazaron con matar a su hijo Luis si el Alcázar no se rendía (y en efecto, sería asesinado el 23 de agosto, junto a otros 60 presos políticos y religiosos, como represalia por un bombardeo del bando sublevado. Según la versión del propio Moscardó serían 79 los presos y el bombardeo no habría sido del bando sublevado sino de aviones republicanos los que, en un intento de bombardear el Alcázar, erraron la acción y bombardearon el núcleo urbano matando a 9 civiles. Según Moscardó en la misma saca del 23 de agosto Luis iba atado con alambres junto a su hermano Carmelo de 16 años, uno de los milicianos al ver su cara de niño lo regresó a la celda y Luis fue maniatado junto al sacerdote José Polo Benito quien fue rematado a culatazos y beatificado en 2007.
Según la versión oficial del franquismo, en la conversación telefónica de 23 de julio de 1936, en la que intervino su hijo comunicándole que le iban a fusilar si no efectuaba la rendición, Moscardó respondió a este último: «Pues encomienda tu alma a Dios, da un grito de ¡Viva España! y muere como un patriota». El asedio duró hasta el 27 de septiembre, cuando el Ejército de África al mando del general Varela entró en la ciudad, con el Alcázar prácticamente destruido. El asedio se convirtió en uno de los hechos más famosos de la Guerra Civil. Al ser liberados por las fuerzas del general Varela, Moscardó pronunció la siguiente frase: «Mi general, sin novedad en el Alcázar, se lo entrego destruido, pero con el honor intacto». Por este hecho se le concedería a Moscardó la más alta condecoración española al valor, la Cruz Laureada de San Fernando. Algunos historiadores, como Herbert Southworth, han puesto en duda esa versión de la llamada y sostienen que fue una estrategia propagandística dado que no es verificable y tienen diversas contradicciones.Hugh Thomas que en un principio también  dudó de ese episodio finalmente y tras recoger varios testimonios rectificó y reconoció la existencia de tal conversación como  cierta
Tras este episodio, Moscardó fue ascendido a general de brigada, mandando desde octubre la División «Soria», que asediaba a Madrid por el norte. A su mando, tomó parte en la batalla de la carretera de la Coruña, a principios de enero de 1937, y posteriormente en la batalla de Guadalajara (marzo de 1937) apoyando a las tropas italianas. Posteriormente asumiría al mando de la 53.ª División. En septiembre de 1937 fue nombrado jefe del Cuerpo de Ejército de Aragón, con el cual rompió las líneas republicanas en diciembre de 1938 y avanzó por Cataluña hasta alcanzar la frontera francesa. Poco antes del final de la guerra, en febrero de 1939, fue nombrado general de división.

### Dictadura franquista

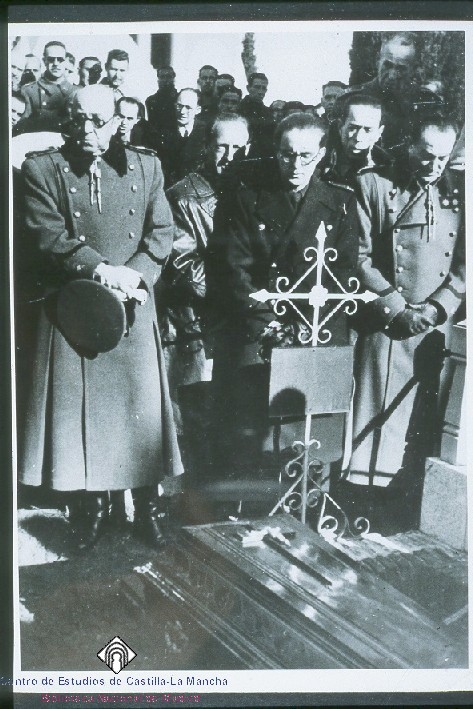
El general Moscardó en el entierro de su hijo Luis, fusilado

Tras el final de la contienda bélica, ocupará diversos cargos hasta su muerte: jefe de la Casa Militar del Jefe del Estado (1939-1943; 1945-1946), jefe de las Milicias de FET y de las JONS (1941) y capitán general de la II (Andalucía) y IV (Cataluña) Regiones Militares. Una vez retirado del Ejército por haber alcanzado la edad reglamentaria, en el contexto de la posguerra fue nombrado Delegado nacional de Deportes, cargo que ocupó entre marzo de 1951 y abril de 1956. También ocupó la presidencia del Comité Olímpico Español, desde 1941. Previamente a esto, como máxima autoridad del deporte español tras la Guerra, presidió la final de la Copa del Generalísimo de fútbol que disputaron en Barcelona, el 25 de junio de 1939, Sevilla F. C. y Racing Club de Ferrol. 
Además de estos cargos, ejerció como procurador en las Cortes.
Falleció en su domicilio particular del número 66 de la madrileña calle de Ayala el 12 de abril de 1956, y está enterrado en la cripta del Alcázar de Toledo.

## Vida privada
En 1906 contrajo matrimonio con María Guzmán Palanca, hija de un General de la Guardia Civil, con la que tuvo cinco hijos, José, Miguel, María, Carmelo y Luis. Dos de ellos, José y Luis, fueron fusilados sin 
juicio previo por las milicias del Frente Popular en el verano de 1936.

## Reconocimientos
En 1948, el general Francisco Franco, en calidad de jefe del Estado, le concedió el título nobiliario de conde del Alcázar de Toledo, con grandeza de España. Al día siguiente de su muerte, en 1956, le fue concedido el empleo de Capitán General del Ejército de forma honorífica, y su nombre encabezó los escalafones de todos los cuerpos militares, con el simbólico cargo de «Jefe del Alcázar de Toledo».
En 1947 el Ayuntamiento de Tarifa le concedió la Medalla de Oro de la Ciudad por el parecido de su gesta con la que protagonizara Guzmán el Bueno en el año 1294.
Según Inocencio Arias, Moscardó fue elogiado por el presidente estadounidense Ronald Reagan.

## Condecoraciones
- Cruz Laureada de San Fernando (1937)
- Gran Cruz de la Orden de San Hermenegildo (1940)
- Gran Cruz del Mérito Militar con distintivo blanco (1944)